# Vallière
Vallière is een gemeente in het Franse departement Creuse (regio Nouvelle-Aquitaine) en telt 774 inwoners (1999). De plaats maakt deel uit van het arrondissement Aubusson.

## Geografie
De oppervlakte van Vallière bedraagt 47,9 km², de bevolkingsdichtheid is 16,2 inwoners per km².

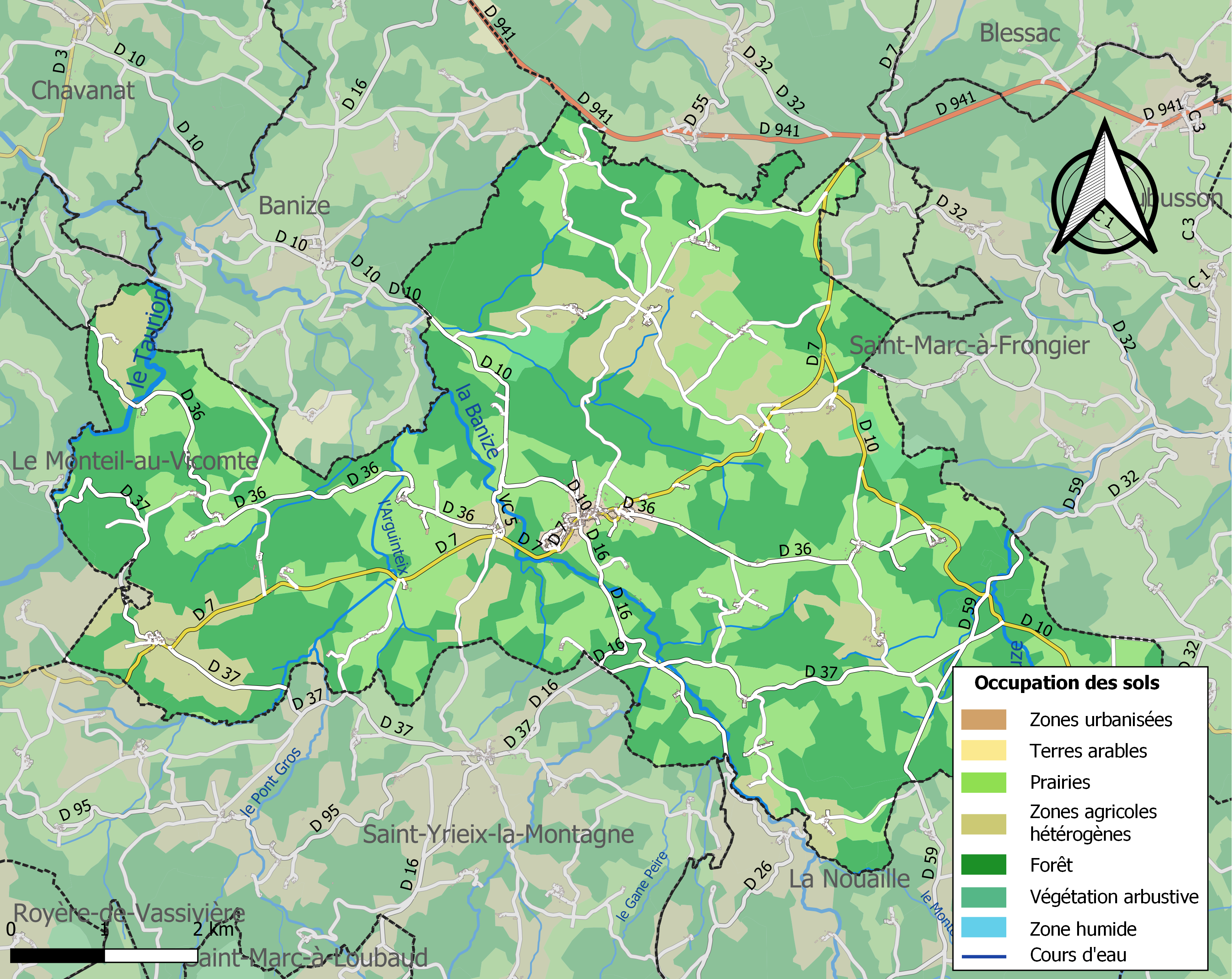
Kaart van de gemeente met de belangrijkste infrastructuur, bodemgebruik en omliggende gemeenten

## Demografie
Onderstaande figuur toont het verloop van het inwonertal (bron: INSEE-tellingen).